# Aranygaluska
Az aranygaluska magyar eredetű desszert. Neve ellenére nincs köze a galuskához, kelt tésztából készül. A gombócokat tűzálló tálba helyezik egymás mellé nem túl szorosan, vajjal megkenik, cukrozott dióval megszórják, majd sütőben, víz fölött megsütik. Rétegezni is lehet, baracklekvárral, illetve mazsolával is szokás készíteni, illetve dió helyett fahéjjal. Tetejére általában vaníliasodót vagy borsodót öntenek.

## Története
Az 1862 és 1874 között megjelent magyar értelmező szótárban, a Czuczor–Fogarasiban már szerepelt az aranygaluska, az Erdélyi magyar szótörténeti tárban azonban, amely a 15. század közepétől a 19. század végéig tartó időszakot öleli fel, nincs ilyen címszó. Kakas Márton, azaz Jókai Mór a Vasárnapi Újság 1862. július 6-i számában megjelent Nemzeti eledeleink című cikkében szerepelteti a tordai aranygaluskát azoknak az ételeknek a felsorolásában, „a mi után a külföldre jutott magyar ember visszasohajtozik”.
Az Encyclopedia of Jewish Food szerint az aranygaluskát már az 1880-as években említették. A 20. század közepére az Amerikai Egyesült Államokban is népszerűvé vált a magyar, illetve zsidó magyar pékségeknek köszönhetően. 1972-ben egy Betty Crocker-szakácskönyvben Hungarian Coffee Cake (magyar teasütemény) néven szerepelt a receptje. Terjedése közben sokszor összetévesztették a hasonló receptúrájú monkey breaddel (majomkenyér), ezért ez a név is ráragadt. Nancy Reagan a Fehér Házban is népszerűvé tette az aranygaluskát, amikor karácsonykor felszolgálta.